# فرانسوا غريمالدي
فرانسوا غريمالدي (بالفرنسية: François Grimaldi)‏ أو فرانشيسكو غريمالدي (بالإيطالية: Francesco Grimaldi)‏ الملقب بـ"الماكر" (بالإيطالية: il Malizia)‏، كان قائدًا جنوياً من فصيل الغيلف، الذي استولى على صخرة موناكو في ليلة 8 يناير 1297. كان ابن غولييلمو غريمالدي من زوجته جاكوبينا أو جيكوبا، وهي نبيلة جنوية.

## السيرة الذاتية
فرانسوا غريمالدي هو من نسل أوتو كانيلا، القنصل في جنوة عام 1133. وهو ابن غولييلمو غريمالدي وجاكوبينا (أو جاكوبا)، وهي نبيلة من جنوى. تم نفيه من جنوى بعد أن تعرض فصيل الغيلف، المؤيد للبابا، لهزيمة كبيرة بالقرب من المدينة.
في 8 يناير 1297، استولى على الحصن الجنوي في صخرة موناكو باسم ابن عمه رينيه الأول. وبالرغم من امتلاكه جيشاً صغيراً، تنكر في زي راهب فرنسيسكاني وطلب اللجوء لليلة واحدة للدخول إلى الحصن، ثم فتح الأبواب لجنوده أثناء الليل. ومن هذا الحدث اكتسب لقبه "ماليتسيا" (الماكر).
ومع ذلك، لم يتمكن من تعزيز هذه الفتح مباشرة، حيث استعاد الجنويون القلعة في 10 أبريل 1301. ولم تفرض عائلة غريمالدي سيطرتها على الصخرة إلا في وقت لاحق على يد أبناء عمومته، الأدميرال أنطوان غريمالدي (توفي عام 1358) من فرع غريمالدي أنتيب، وشارل الأول (توفي عام 1357)، سيد موناكو. وبعد قرن، مكنت جهود لامبرت غريمالدي (1425-1494) عائلة غريمالدي من أن تصبح الحاكمة الدائمة لإمارة موناكو.
تزوج فرانسوا غريمالدي عام 1295 من أوريليا ديل كاريتو، لكنه لم يُرزق بأطفال. العائلة المالكة الحالية في موناكو تنحدر من ابن عمه رينير الأول.